# معالجة البيانات الموزعة
معالجة البيانات الموزعة  هو المصطلح الذي استخدمته شركة IBM في IBM 3790 (1975) وخليفته IBM 8100 (1979). وصفت شركة Datamation الطراز 3790 في آذار/مارس 1979 بأنه «أقل من ناجح».
استخدمت شركة IBM معالجة البيانات الموزعة للإشارة إلى بيئتين:
- نظام إدارة المعلومات DB/DC
- CICS / DL/I[4][5]